# Voerendaal
Voerendaal – gmina w Holandii, w prowincji Limburgia.

## Miejscowości
Klimmen, Kunrade, Ransdaal, Ubachsberg, Voerendaal.